# Johann Christian Olearius

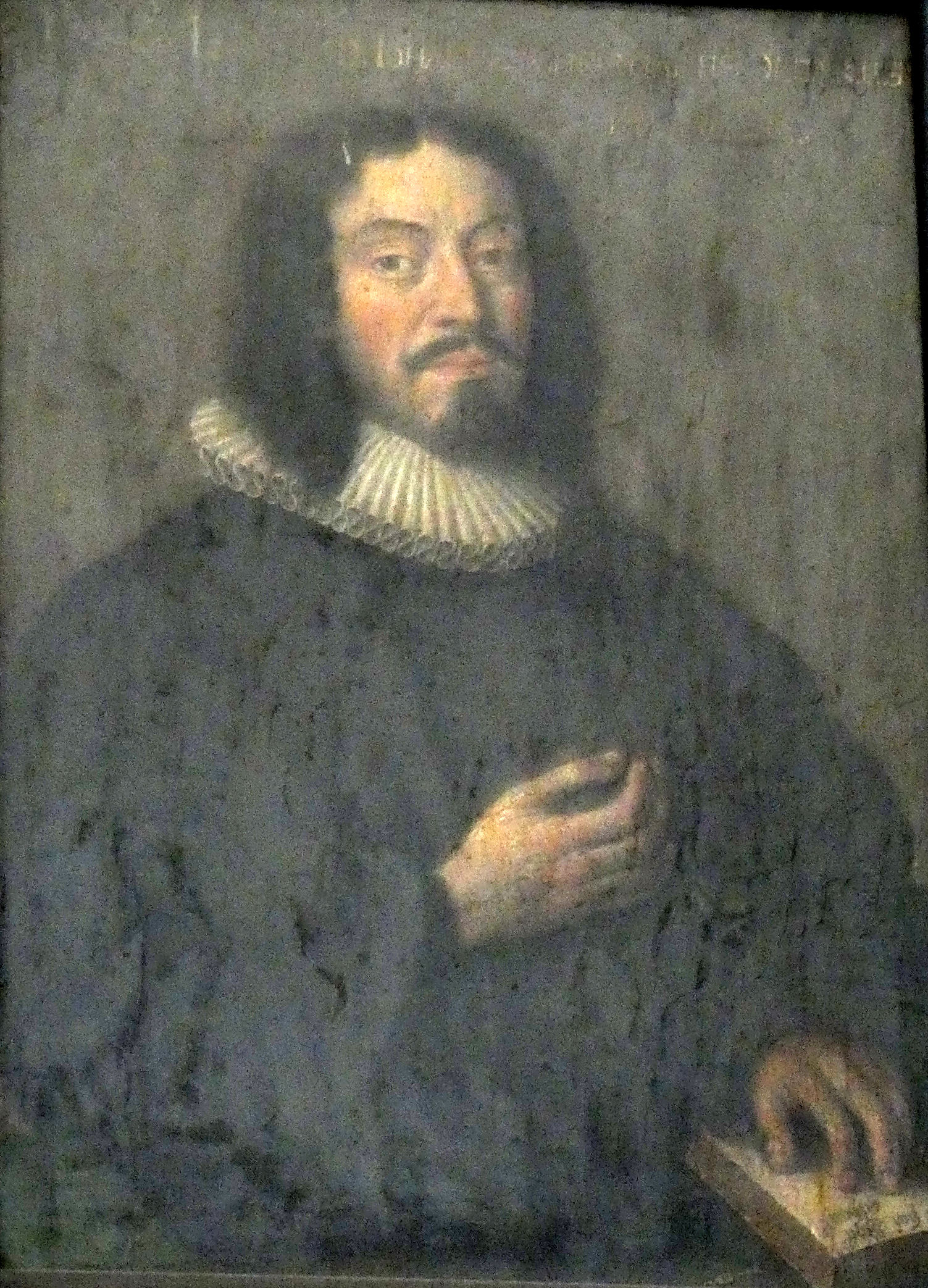
Porträt des Johann Christian Olearius aus der Marktkirche Halle

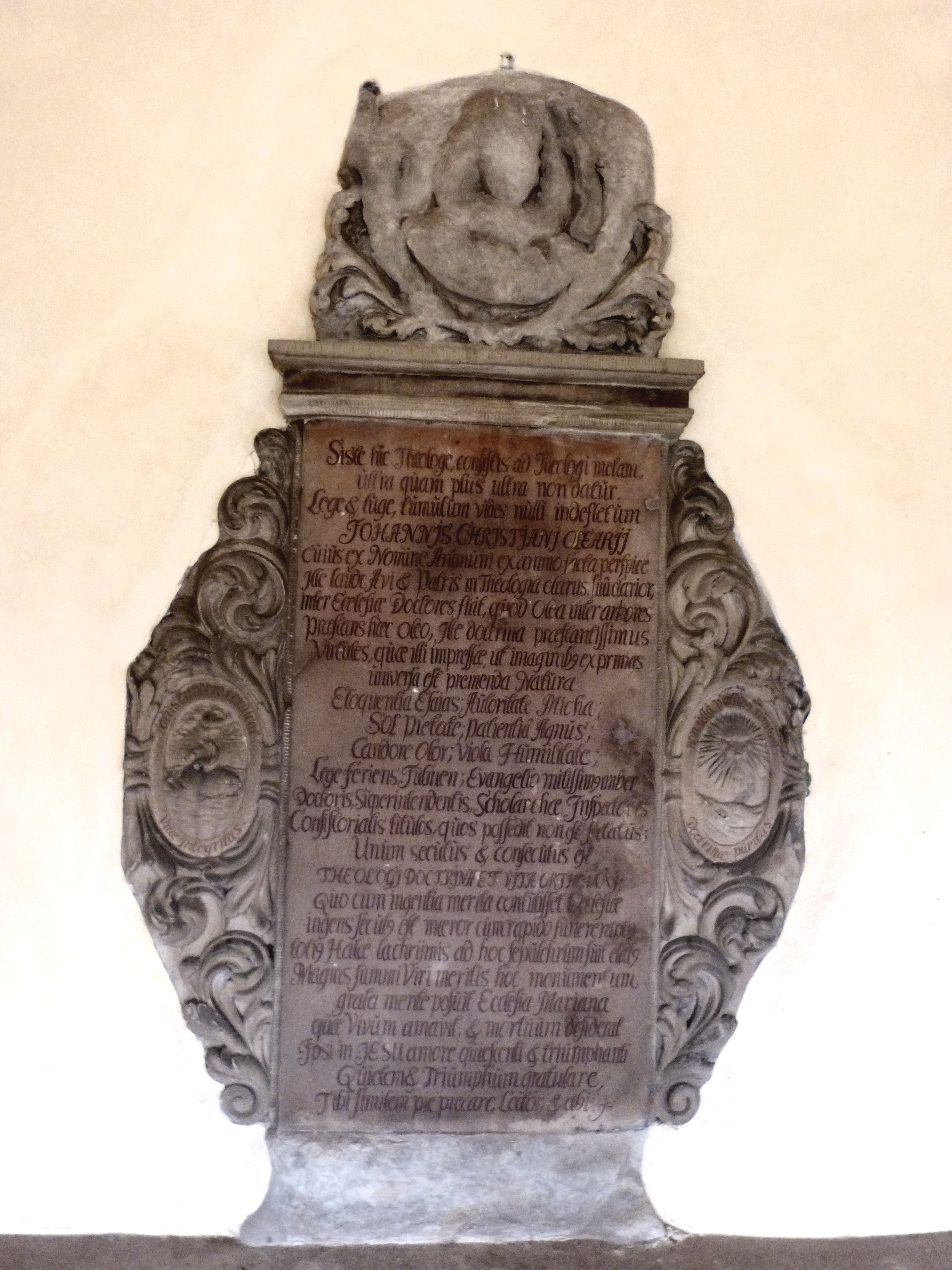
Epitaph für Johann Christian Olearius auf dem halleschen Stadtgottesacker

Johann Christian Olearius (* 22. Juni 1646 in Halle; † 9. Dezember 1699 ebenda) war ein deutscher lutherischer Theologe.

## Leben
Olearius war der vierte Sohn des Theologen Johannes Olearius (1611–1684). Er hatte 1666 ein Studium an der Universität Jena absolviert und war dort 1667 Magister der Philosophie geworden. Den Gepflogenheiten der damaligen Zeit folgend, absolvierte er eine Bildungsreise. Im Sommersemester 1667 findet man ihn an der Universität Leipzig, 1668 war er Schüler von Christian Kortholt dem Älteren an der Universität Kiel, war 1670 bei Balthasar Bebel an der Universität Straßburg und besuchte dann auch niederländische Hochschulen.
In Querfurt berief man ihn zum Pfarrer und Superintendenten. Dazu erwarb er in Jena 1672 den Grad eines Lizentiaten der Theologie und promovierte 1674 gemeinsam mit seinen Brüdern in Jena zum Doktor der Theologie. 1681 wurde er Pfarrer an der St. Moritzkirche in Halle und 1685 als Nachfolger seines Onkels Gottfried Olearius Oberpfarrer und Superintendent an der Marktkirche Unser Lieben Frauen sowie Konsistorialrat und Inspektor des Saalkreises.
Am Ende des 17. Jahrhunderts erlebte Olearius den aufstrebenden Pietismus in seinem Amtsbereich und versuchte, selbst der lutherischen Orthodoxie zugehörig, zwischen der Partei um August Hermann Francke und der Partei der lutherischen Orthodoxie zu vermitteln. Außer einigen Disputationen hat er nichts weiter geschrieben. Zudem ist er Dichter des Kirchenliedes „O Gott du weißt es, wie ich sinne stets auf meine Seligkeit“, welches ins Merseburger Gesangbuch 1718 Eingang fand.

## Familie
Olearius war zwei Mal verheiratet. Seine erste Ehe hatte er in der Naumburger St. Wenzelkirche am 27. August 1672 mit Regina Justina Wolff (* 7. Januar 1654 in Naumburg; † 31. August 1689 in Halle), der Tochter eines Ratskämmerers und Apothekers, geschlossen.
- Johann Olearius (* und † 1673)
- Johanna Elisabeth Olearius (* 6. Oktober 1674, † 1702) ⚭ 12. Mai 1691 mit dem Hallenser Dr. August Theodor Reichheim
- Johann Christoph Olearius (* 8. März 1676 in Querfurt; † 7. Januar 1724 in Magdeburg), Schule Naumburg, Gymnasium Halle, Sommersemester 1686 Univ. Leipzig, 1694 Univ. Halle, 30. November 1695 Bakkalaureat in Leipzig, 27. Januar 1698 Magister ebenda, Wintersemester 1698/99 Univ. Helmstedt, Univ. Jena, 1701 Pfarrer Liebfrauenkirche Jüterbog, 1706–1724 Diakon an St.-Ulrich-und-Levin in Magdeburg, ⚭ 23. April 1703 mit Anna Maria Sievert (begr. 30. Juli 1724 in Magdeburg), Witwe des Ratsherrn in Halle Christoph Katzsch und des Pfarrers in Schönefeld bei Artern David Böhme (Ehe kinderlos)
- Johann Christian (* 1678; † 1679)
- Johanna Regina († 1685)
- Johann Gottfried (* 1681), Zwilling I.
- Johann August (* 1681), Zwilling II.
- Johanna Dorothea  (* 1. Januar 1685; † 12. Mai 1716), ⚭ mit dem Hallenser Kämmerer Lic. Andreas Becker
- Johanna Regina (* 26. August 1687; † 25. November 1706)
- Johanna Christina (* 1689; † früh)

Nach dem Tod seiner ersten Frau verheiratete er sich mit Maria Elisabeth, der jüngsten Tochter des Regierungssekretärs Michael Ringhammer.
- Johann Friedrich I (* 1692, † 1693)
- Johanna Christina (* 1694; † 1701)
- Johann Friedrich Olearius (* 30. Juni 1697 in Halle; † 24. März 1750 in Magdeburg) Theologe
- Johanna Maria (* 18. April 1699; † 2. Oktober 1716)